# Aleksander Chotowicki
Aleksander Chotowicki (ur. 30 stycznia?/11 lutego 1872 w Krzemieńcu, zm. 1937(?) w Moskwie) – kapłan prawosławny, kanonizowany jako nowomęczennik i cierpiętnik (cs. strastotierpiec) za wiarę.

## Życiorys
Jego ojciec Aleksandr Chotowicki był prawosławnym duchownym, rektorem seminarium duchownego w Krzemieńcu. Przyszły męczennik ukończył tę szkołę, po czym uzyskał dyplom Petersburskiej Akademii Duchownej w 1895. Natychmiast po ukończeniu akademii zgłosił się jako ochotnik do wyjazdu jako misjonarz na Aleuty i Alaskę.

### Praca misyjna w Ameryce
Wyjechał z Rosji w grupie misjonarzy pod kierownictwem biskupa Mikołaja (Ziorowa). Początkowo pracował jako lektor w parafii św. Mikołaja w Nowym Jorku. W styczniu 1896 ożenił się z Marią Szerbuchiną. Cztery tygodnie później przyjął święcenia diakońskie, zaś 25 lutego tego samego roku – kapłańskie w soborze Trójcy Świętej w San Francisco. Tydzień później wrócił do Nowego Jorku jako proboszcz parafii św. Mikołaja w Nowym Jorku na Manhattanie.
W 1901 udał się do Rosji, aby przeprowadzić zbiórkę pieniędzy na budowę nowej cerkwi dla swojej parafii, która miała równocześnie pełnić funkcje soboru. Następnie kierował jej wznoszeniem. W 1904 gotowa świątynia została poświęcona przez biskupa Tichona (Biełławina). Ks. Chotowicki, pełniąc nadal obowiązki proboszcza parafii nowojorskiej, przyczynił się do powstania podobnych placówek duszpasterskich w Yonkers, Filadelfii, Passaits oraz w innych miejscowościach wschodniego wybrzeża Stanów Zjednoczonych i Kanady. Szczególnie angażował się w nawracanie na prawosławie emigrantów z Galicji, wyznania greckokatolickiego. Podczas jednego ze spotkań z nimi został zaatakowany i ciężko zraniony kijem przez jednego z uczestników. Prowadził również pracę misyjną wśród protestantów różnych odłamów. Redagował pismo „Russian-American Orthodox Messenger”. Za osiągnięcia w pracy duszpasterskiej w 1906 otrzymał godność protojereja.

### Działalność w Imperium Rosyjskim
W 1914 ks. Chotowicki wrócił do Rosji. 26 lutego tego roku pożegnał się z metropolitą amerykańskim Platonem, który podkreślał jego zasługi w prowadzeniu działalności misyjnej. Został skierowany do pracy misyjnej w Finlandii. Początkowo pracował razem z biskupem Sergiuszem (Stragorodskim) w soborze w Helsinkach. W sierpniu 1917 metropolita Tichon (Bieławin), przeniesiony na katedrę moskiewską, sprowadził go do siebie do soboru Chrystusa Zbawiciela w Moskwie. Ks. Chotowicki był jednym z delegatów białego duchowieństwa na Sobór Lokalny Rosyjskiego Kościoła Prawosławnego obradujący w latach 1917–1918.

### Po rewolucji październikowej
Po wybuchu rosyjskiej wojny domowej wzywał prawosławnych Rosjan do czynnego wspierania Cerkwi, zarówno duchowo, jak i materialnie. Apelował o wsparcie finansowe dla podupadłego Soboru Chrystusa Zbawiciela. Za tę działalność został aresztowany w maju 1920, a następnie w listopadzie 1921 pod zarzutem łamania dekretów o rozdziale Kościoła i państwa. Za każdym razem był szybko uwalniany. W czasie akcji konfiskaty majątku Rosyjskiego Kościoła Prawosławnego razem ze swoimi parafianami wystosował rezolucję, w której domagał się od władz gwarancji, że wszystkie uzyskane środki zostaną przeznaczone dla ofiar głodu na Powołżu.
27 listopada 1922 został oskarżony o czynne przeciwstawianie się konfiskacie i postawiony przed sądem w Moskwie. Po dwutygodniowym procesie, w którym przed sądem stanęła również grupa jego parafian, został skazany na 10 lat więzienia, 5 lat pozbawienia praw publicznych oraz konfiskatę mienia (prokurator Andriej Wyszynski żądał kary śmierci). Kapłan nie przyznawał się do winy. Na wolność wyszedł w październiku 1923, gdy relacje państwa i Kościoła chwilowo się poprawiły wskutek ugodowej postawy patriarchy Tichona. Ks. Chotowicki nie został jednak przypisany do żadnej parafii. Odprawiał nabożeństwa w różnych parafiach, wygłaszając kazania i otwarcie krytykując rząd. 9 września 1924 ponownie został zatrzymany. W czasie przesłuchania jednoznacznie popierał działalność patriarchy Tichona, zaprzeczał jednak, jakoby opowiadał się za restauracją caratu. Został skazany na 3 lata zesłania do regionu turuchańskiego na Syberii.
Po powrocie z zesłania ponownie osiedlił się w Moskwie i został bliskim współpracownikiem zastępcy locum tenens patriarchatu, metropolity Sergiusza (Stragorodskiego). W latach 30. pełnił funkcje proboszcza parafii Złożenia Szaty Chrystusa Zbawiciela w Moskwie. Od 1936 zabroniono mu wygłaszania kazań. Był niezwykle popularny wśród parafian. Aresztowano go po raz ostatni jesienią 1937. Jego dalsze losy pozostają nieznane. Najprawdopodobniej jeszcze w tym samym roku został rozstrzelany.
Kanonizowany 4 grudnia 1994 przez Kościół Prawosławny w Ameryce. Jest czczony również w Rosyjskim Kościele Prawosławnym.
W 2007 w mieście Jersey City, jednym z miejsc, gdzie święty prowadził pracę misyjną, jednej z ulic nadano jego imię.